# مینا هاپکیلا
مینا هاپکیلا (فنلاندی: Minna Haapkylä؛ زادهٔ ۱۰ ژوئن ۱۹۷۳) بازیگر اهل فنلاند است. 
از جمله فیلم‌های او می‌توان به در مهتاب، چارلی می‌گوید و مار اشاره کرد.